# Меррилвилл (Индиана)
Меррилвилл (англ. Merrillville) — город в округе Лейк в штате Индиана США. По данным переписи 2020 года, численность населения составляла 36 444 человек.

## Население
| 2010   | 2020    |
| ------ | ------- |
| 35 246 | ↗36 444 |